# 9. Budapesti Nemzetközi Cirkuszfesztivál
A 9. Budapesti Nemzetközi Cirkuszfesztivál (angolul: 9th International Circus Festival of Budapest) 2012. február 2. és 6. között került megrendezésre Budapesten, a Fővárosi Nagycirkuszban. Az „A” műsorra február 2-án és 5-én, a „B” műsorra február 3-án és 4-én került sor. A gála műsorokat február 6-án tartották.
A fesztivált megelőzően, január 28-án és 29-én magyar cirkuszfesztivált rendeztek. Ezen a hazai és a határon túli artista művészek léphettek fel. A legjobb öt produkció az egy héttel később rendezett nemzetközi seregszemlén is porondra léphetett.
A hagyomány szerint a nemzetközi versenyt a Fesztivál Plusssz című műsor követte, amely 2012. február 11. és március 11. között volt látható a Fővárosi Nagycirkuszban.

## A fesztivál általánosságban

### Műsora
A másfél évtizedes hagyománynak megfelelően, tizennyolc ország artistaművészei ezúttal is két műsorban, három-három előadásban léptek a közönség és a zsűri elé. Az eseménysort a zárónapi gálaelőadások zárták. 

### Díszvendégek
A fesztiválnak ebben az évben újra voltak vendégművészei, akik a két gála műsoron léptek fel.
- Semen Shuster (Hush Ma Hush) – exkluzív bohóc műsor (Németország)
- David Larible Jr. – zsonglőr (Olaszország)
- Nathalie Enterline – baton forgató (USA)

### Szervezők, rendezők
- Dr. Kriza Zsigmond – ügyvezető igazgató
- Kristóf István – művészeti vezető
- Kristóf Krisztián – rendező
- Maka Attila – zenei vezető
- Lantos Balázs – hangmérnök
- Kiss András – világítás

A fesztivál megrendezése előtt, Kristóf Istvánt váratlanul nyugdíjazták. A műsorrendezés utolsó fázisában, fiával – Kristóf Krisztiánnal – együtt távozni kényszerültek. A kényszerhelyzetben Richter Józsefet és csapatát hívták segítségül. A rendkívüli helyzet ellenére a fesztivált zökkenőmentesen megrendezték.

## A zsűri tagjai
A tradíciók szerint, a nemzetközi, szakmai zsűri értékelte a versenyzők produkcióját, műsorát. A versenybíróság tagjai a világ jelentős cirkuszainak és varietéinek vezetői.
- Francz Czeisler – Tihany Spectacular (Magyarország) a zsűri mindenkori elnöke
- Ugo Derocchi Fabialandia (Olaszország)
- Guillaume Dufresnoy – Big Apple Circus (Amerikai Egyesült Államok)
- Line Giasson – Cirque du Soleil (Kanada)
- Leonid Kostyuk – Bolshoi Circus (Oroszország)
- David Larible – Circus Roncalli (Németország)
- Scott Malcom – Circus Palazzo (Németország)
- Pascal Jacob – Cirque Phenix és a Holnap Cirkusza Fesztivál (Franciaország)
- Yasmine Smart – Billy Smart Circus (Egyesült Királyság)

## A résztvevők

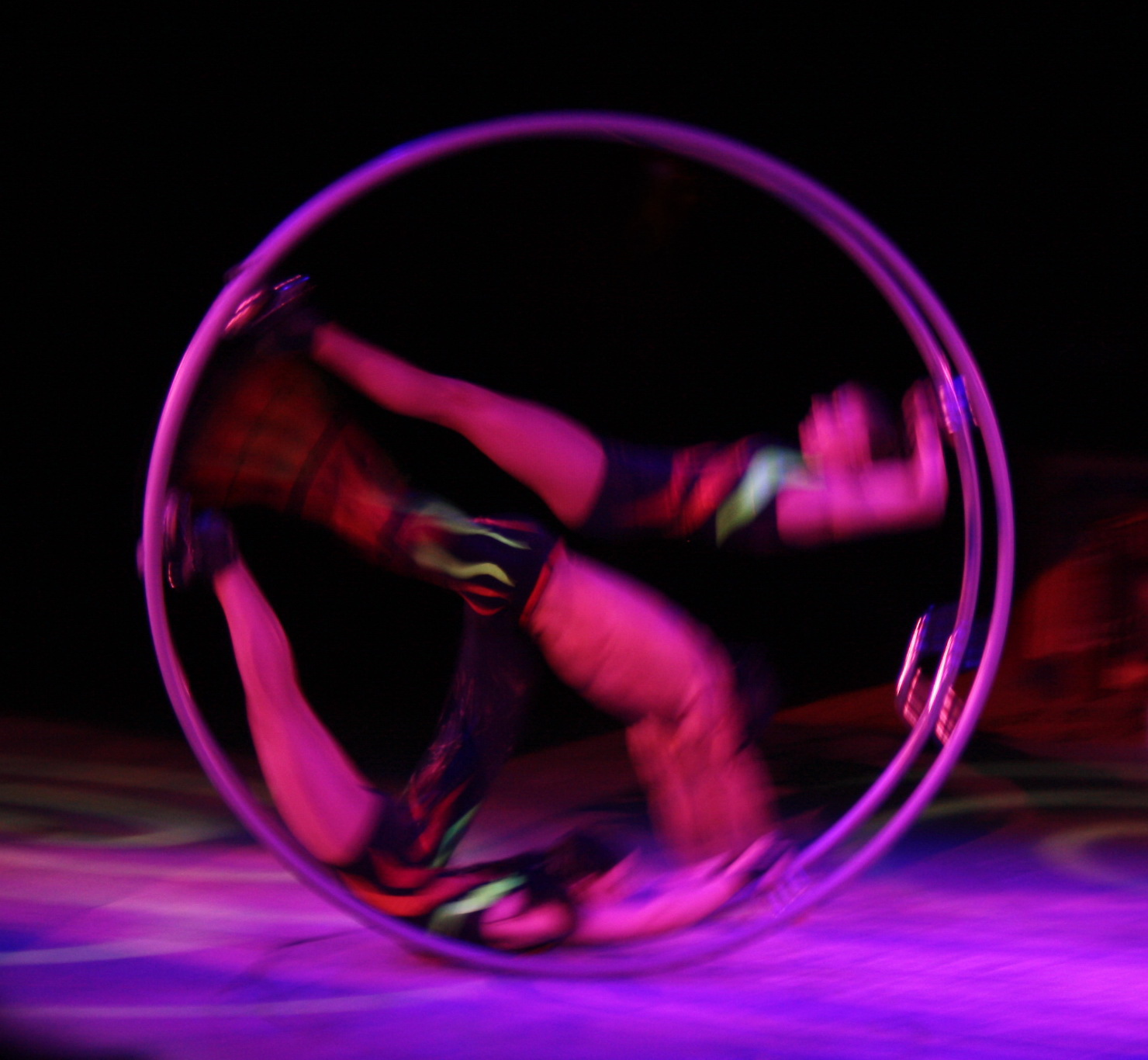
Az egyik magyar produkció, a Rolling Wheel.

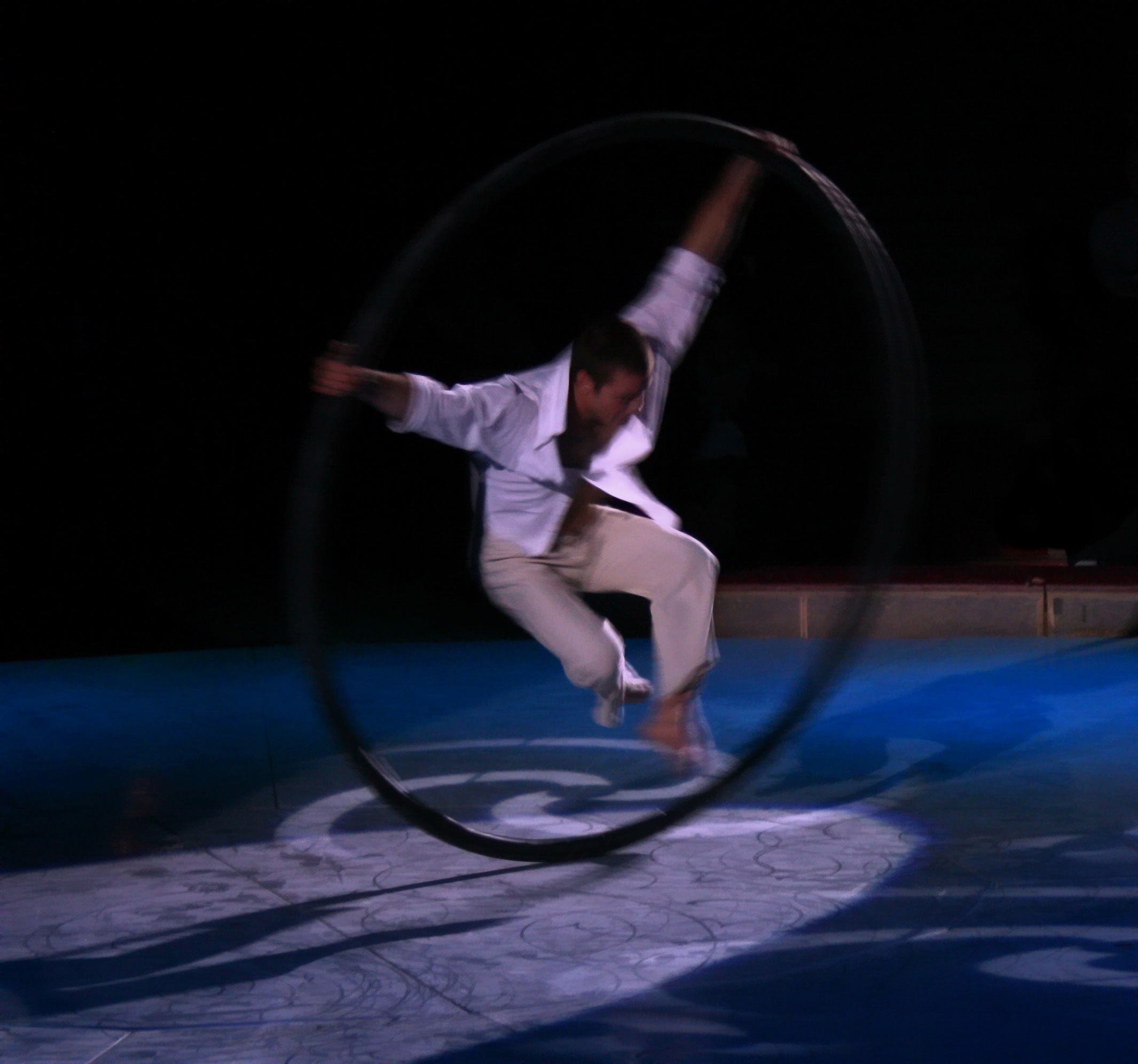
Alexandre Lane Kanadából

A részletes műsorrendet 2011 novemberében hozták nyilvánosságra.
Először vett részt holland és kazah előadó a versenyen. Hollandiát Emily és Menno van Dyke, míg Kazahsztánt Darkan képviselte.
Hosszú idő után, a fesztiválnak újra volt svéd versenyzője, Johan Wellton képviseletében.
A legtöbb versenyzőt Oroszország indította, összesen hatot.
A verseny előtt esélyesnek tartották Andrey és Nataly Shirokaloffot, a Rokashkov's és a Chilly & Fly nevű formációt is, végül utóbbi kettő megnyerte a versenyt.
A fesztiválon négy magyar produkció léphetett fel, de díjat és helyezést ebben évben nem sikerült szereznünk.
Így összesen 17 ország 34 produkciója vett részt a versenyen.

## A fesztiválon fellépő művészek

### „A” műsor
Az „A” műsort 2012. február 2-án, csütörtökön 19 órakor és február 5-én, vasárnap 11 és 15 órakor mutatták be a Fővárosi Nagycirkuszban. Az előadás 3 órás volt, egy 15 perces szünettel. A nemzetközi, szakmai zsűri szavazatai alapján a legjobbak jutottak tovább a gálaműsorba. 18 produkciót nézett meg a zsűri.
A műsort hagyományosan a Baros Imre Artistaképző növendékei nyitották meg, majd a parádén felvonultak a versenyzők.
| #  | Előadó                      | Szám                 | Ország        | Eredmény     |
| -- | --------------------------- | -------------------- | ------------- | ------------ |
| 01 | Habana                      | rúddobó akrobaták    | Kuba          | Továbbjutott |
| 02 | Alexandre Lane              | karika               | Kanada        | Továbbjutott |
| 03 | Leonid Beljakov             | humoros kutyaszám    | Németország   | Továbbjutott |
| 04 | Natalia & Yuriy Volkov      | komikus emelőszám    | Oroszország   | —            |
| 05 | Demjén Natália              | tissue és hegedű     | Magyarország  | —            |
| 06 | Kirk Marsh                  | vizuális humorista   | USA           | —            |
| 07 | Winter                      | akrobatikus adadzsó  | Finnország    | —            |
| 08 | Kirk Marsh                  | vizuális humorista   | USA           | —            |
| 09 | Rolling Wheel               | röhnrád              | Magyarország  | Továbbjutott |
| 10 | Sebastien Nicaise           | diabolo              | Belgium       | Továbbjutott |
| 11 | Rokashkov's                 | nyújtó akrobatika    | Oroszország   | Továbbjutott |
| 12 | Paul Herzfeld               | kínai rúd            | Franciaország | —            |
| 13 | Becky Hoops                 | hulahopp             | Kanada        | —            |
| 14 | Emily & Menno van Dyke      | zsonglőröző tangó    | Hollandia     | Továbbjutott |
| 15 | Sterza Family               | zenebohócok          | Olaszország   | —            |
| 16 | Elisa Khachtryan            | magasdrót            | Örményország  | Továbbjutott |
| 17 | Andrey & Nataly Shirokaloff | párducok és tigrisek | Oroszország   | Továbbjutott |

A műsort hagyományosan a finálé zárta, ahol a fellépő művészek még egyszer felvonultak.

### „B” műsor
A „B” műsort 2012. február 3-án, pénteken 19 órakor és február 4-én, szombaton 15 és 19 órakor mutatták be a Fővárosi Nagycirkuszban. Az előadás 3 órás volt, egy 15 perces szünettel. A nemzetközi, szakmai zsűri szavazatai alapján a legjobbak jutottak tovább a gálaműsorba. 18 produkciót nézett meg a zsűri.
A műsort hagyományosan a Baros Imre Artistaképző növendékei nyitották meg, majd a parádén felvonultak a versenyzők.
| #  | Előadó                      | Szám                    | Ország                  | Eredmény     |
| -- | --------------------------- | ----------------------- | ----------------------- | ------------ |
| 01 | Meleshin Testvérek          | görgőn egyensúlyozók    | Oroszország             | —            |
| 02 | Almost Trio                 | golf zsonglőrök         | Magyarország            | —            |
| 03 | Anastasia Makeeva           | légtornász              | Oroszország             | —            |
| 04 | Starbugs                    | bohózat                 | Svájc                   | —            |
| 05 | Chilly & Fly                | álló zicc               | Kanada                  | Továbbjutott |
| 06 | Leonid Beljakov             | humoros kutya produkció | Németország             | Továbbjutott |
| 07 | Timur Kaibjanov             | lábzsonglőr             | Oroszország             | —            |
| 08 | Sebastian & Kristina        | transzformáció          | Magyarország            | —            |
| 09 | Starbugs                    | bohózat                 | Svájc                   | —            |
| 10 | Darkan                      | gurtni légtornász       | Kazahsztán              | Továbbjutott |
| 11 | Circolombia                 | ugródeszka csoport      | Kolumbia                | —            |
| 12 | Sorellas                    | trapéz duó              | Németország             | Továbbjutott |
| 13 | Starbugs                    | bohózat                 | Svájc                   | —            |
| 14 | AJ Silver                   | komikus cowboy          | USA                     | —            |
| 15 | Duo La Vision               | élő szobrok             | Magyarország és Ukrajna | Továbbjutott |
| 16 | Johan Wellton               | komikus zsonglőr        | Svédország              | Továbbjutott |
| 17 | Andrey & Nataly Shirokaloff | párducok és tigrisek    | Oroszország             | Továbbjutott |

A műsort hagyományosan a finálé zárta, ahol a fellépő művészek még egyszer felvonultak.

### Magyar gálaműsor
A Magyar gálaműsort (magyar artisták bemutatója) 2012. február 4-én, szombaton 11 órakor mutatták be a Fővárosi Nagycirkuszban. A műsor 80 perces volt. 12 produkció lépett fel.
| #  | Előadó            | Szám                |
| -- | ----------------- | ------------------- |
| 01 | Szulita és Dennis | levegő kötél        |
| 02 | Trió Sárközi      | zsonglőr trió       |
| 03 | Renátó            | röhnrád             |
| 04 | Duo Kiss          | lábzsonglőr-ikária  |
| 05 | Duo Steel         | erőemelő            |
| 06 | Bernáth Imre      | "film" bohózat      |
| 07 | Clair de Lune     | négyes trapéz       |
| 08 | Bernáth Imre      | "pandúr" bohózat    |
| 09 | Black Roses       | quartett egykerekűn |
| 10 | Jecsmen Oksana    | levegő karika       |
| 11 | Henrik Veres      | tempó zsonglőr      |
| 12 | Murai Sisters     | erőemelő            |

A műsort hagyományosan a finálé zárta, ahol a fellépő művészek még egyszer felvonultak.

### Gálaműsor
A gálaműsort 2012. február 6-án, hétfőn 15 és 19 órakor mutatták be a Fővárosi Nagycirkuszban. Az előadás 3 és fél órás volt, egy 15 perces szünettel. A mezőnyt az „A” műsor és „B” műsor továbbjutói alkották. Versenyen kívül léptek fel a fesztivál díszvendégei: Semen Shuster, Nathalie Enterline, David Larible Jr..
A műsort hagyományosan a Baros Imre Artistaképző növendékei nyitották meg, majd a parádén felvonultak a versenyzők.
(Az alábbi táblázat a 19 órakor kezdődő gála műsor fellépési sorrendjét tartalmazza.)
| #  | Előadó                       | Szám                 | Ország       | Helyezés | Díj           |
| -- | ---------------------------- | -------------------- | ------------ | -------- | ------------- |
| 01 | Habana                       | rúddobó akrobaták    | Kuba         | —        | —             |
| 02 | Leonid Beljakov              | humoros kutyaszám    | Németország  | —        | —             |
| 03 | Semen Shuster (Hush Ma Hush) | exkluzív bohócműsor  | Németország  | —        | —             |
| 04 | Rolling Wheel                | röhnrád              | Magyarország | —        | —             |
| 05 | David Larible Jr.            | zsonglőr             | Olaszország  | —        | —             |
| 06 | Darkan                       | gurtni légtornász    | Kazahsztán   | 2.       | Ezüst fokozat |
| 07 | Chilly & Fly                 | álló zicc            | Kanada       | 1.       | Arany fokozat |
| 08 | Duo La Vision                | élő szobrok          | Magyarország | —        | —             |
| 09 | Rokashkov's                  | nyújtó akrobatika    | Oroszország  | 1.       | Arany fokozat |
| 10 | Sorellas                     | trapéz duó           | Németország  | —        | —             |
| 11 | Emily & Menno van Dyke       | zsonglőröző tangó    | Hollandia    | —        | —             |
| 12 | Sebastien Nicaise            | diabolo              | Belgium      | 3.       | Bronz fokozat |
| 13 | Alexandre Lane               | karika               | Kanada       | 3.       | Bronz fokozat |
| 14 | Johan Wellton                | komikus zsonglőr     | Svédország   | 2.       | Ezüst fokozat |
| 15 | Nathalie Enterline           | baton forgató        | USA          | —        | —             |
| 16 | Elisa Khachtryan             | magasdrót            | Örményország | 3.       | Bronz fokozat |
| 17 | Andrey & Nataly Shirokaloff  | párducok és tigrisek | Oroszország  | —        | —             |

A műsort hagyományosan a finálé zárta, majd átadták a Pirreot-díjakat.

## A fesztivál győztesei
| Díj           | Elnyerte          | Ország       | Szám              |
| ------------- | ----------------- | ------------ | ----------------- |
| Arany fokozat | Chilly & Fly      | Kanada       | álló zicc         |
| Arany fokozat | Rokashkov's       | Oroszország  | nyújtó akrobatika |
| Ezüst fokozat | Johan Wellton     | Svédország   | komikus zsonglőr  |
| Ezüst fokozat | Darkan            | Kazahsztán   | gurtni légtornász |
| Bronz fokozat | Alexandre Lane    | Kanada       | karika            |
| Bronz fokozat | Sebastien Nicaise | Belgium      | diabolo           |
| Bronz fokozat | Elisa Khachtryan  | Örményország | magasdrót         |

Bóta Gábor méltatása a legnagyobb sikert arató Tom Waits – más művészeket is megihlető – Russian Dance című gyönyörű számára előadott produkcióról:

| „ | Olyan mint, egy féktelen, vad veszélyes veszekedés, ami akár rosszul is végződhet, de nagy mámorral teli egymásra borulás is lehet a vége.Szilaj, kemény arcú, mindenre elszánt férfi áll egy igencsak magas emelvényen, és két lábánál, két kezénél vagy éppen egy lábánál, egy kezénél fogva energikusan dobálja a nőt a levegőben. Úgy, mintha végzetesen belehajítaná a semmibe. Megtekeri, forgatja, csavarja, mintha veszett harang lenne benne, olykor pedig öleli imádattal, mintha összeroppantaná. A kis, filigrán nő pedig buckázik a légben, miközben összeakad tekintetük, és ebből látszik, hogy ez a két ember menthetetlenül összeforrt, bár szét is téphetik egymást. És mindez az indulat, érzelem benne van az elképesztő kunsztokat felvonultató, vad ritmusú, veszélyesen dermesztő, tökéletesen komponált és kivitelezett attrakcióban. Ez igazi, elementáris dráma a levegőben. | ” |
|   | |   |

## Különdíjasok
| Különdíj                                                      | Elnyerte                    | Szám                                                                                    | Ország                                                                                  |
| ------------------------------------------------------------- | --------------------------- | --------------------------------------------------------------------------------------- | --------------------------------------------------------------------------------------- |
| Budapest-díj a legjobb magyar produkciónak                    | Duo La Vision               | élő szobrok                                                                             | Magyarország                                                                            |
| A médiazsűri különdíja                                        | Duo La Vision               | élő szobrok                                                                             | Magyarország                                                                            |
| A Magyar Artistaművészek Szakszervezetének különdíja          | Duo La Vision               | élő szobrok                                                                             | Magyarország                                                                            |
| A Palazzo különdíja a legművészibb előadásmódért és stílusért | Chilly & Fly                | álló zicc                                                                               | Kanada                                                                                  |
| A Grimailo Studio különdíja                                   | Chilly & Fly                | álló zicc                                                                               | Kanada                                                                                  |
| A zsűri különdíja a fesztivál legjobb állatprodukciójának     | Andrey & Nataly Shirokaloff | párducok és tigrisek                                                                    | Oroszország                                                                             |
| David Larible különdíja a legeredetibb számnak                | Andrey & Nataly Shirokaloff | párducok és tigrisek                                                                    | Oroszország                                                                             |
| A Rozgosz Cirk különdíja                                      | Leonid Beljakov             | humoros kutya produkció                                                                 | Németország                                                                             |
| A Gyermekzsűri különdíja                                      | Leonid Beljakov             | humoros kutya produkció                                                                 | Németország                                                                             |
| Az Artistaművészek Egyesületének különdíja                    | Rolling Wheel               | röhnrád                                                                                 | Magyarország                                                                            |
| Az Európai Cirkuszszövetség (ECA) különdíja                   | Rolling Wheel               | röhnrád                                                                                 | Magyarország                                                                            |
| A Német Cirkuszbarátok Egyesületének Különdíja                | Rolling Wheel               | röhnrád                                                                                 | Magyarország                                                                            |
| A Magyar Cirkuszművészeti Tanács különdíja                    | Sebastian & Kristina        | transzformáció                                                                          | Magyarország                                                                            |
| A Szentpétervári Állami Nagycirkusz különdíja                 | Habana                      | rúddobó akrobaták                                                                       | Kuba                                                                                    |
| Pierrot-plakett                                               | Almost Trio                 | golf zsonglőrök                                                                         | Magyarország                                                                            |
| A zsűri különdíja, Kristóf Krisztiánnal megosztva             | Kristóf István              | A Fővárosi Nagycirkusz igazgatásáért és a fesztivál szervezéséért kapta a különdíjakat. | A Fővárosi Nagycirkusz igazgatásáért és a fesztivál szervezéséért kapta a különdíjakat. |
| A Cirque du Soleil különdíja                                  | Kristóf István              | A Fővárosi Nagycirkusz igazgatásáért és a fesztivál szervezéséért kapta a különdíjakat. | A Fővárosi Nagycirkusz igazgatásáért és a fesztivál szervezéséért kapta a különdíjakat. |
| A Nyikulin Cirkusz különdíja                                  | Kristóf István              | A Fővárosi Nagycirkusz igazgatásáért és a fesztivál szervezéséért kapta a különdíjakat. | A Fővárosi Nagycirkusz igazgatásáért és a fesztivál szervezéséért kapta a különdíjakat. |
| A MACIVA Cirkuszművészetért Életműdíja                        | Kristóf István              | A Fővárosi Nagycirkusz igazgatásáért és a fesztivál szervezéséért kapta a különdíjakat. | A Fővárosi Nagycirkusz igazgatásáért és a fesztivál szervezéséért kapta a különdíjakat. |

## Hang és kép
| - Rokashkov's (a Duna Tv eredeti felvétele). YouTube - Becky Hoops az A műsorban. YouTube - Rolling Wheel az A műsorban. YouTube - Sterza Family az A műsorban. YouTube - Habana az A műsorban. YouTube - Sebastien Nicaise az A műsorban. YouTube - Andrey & Nataly Shirokaloff az A műsorban. YouTube | - Anastasia Makeeva a B műsorban. YouTube - Dou La Vision a B műsorban. YouTube - Darkan a B műsorban. YouTube - Johan Wellton a B műsorban. YouTube - Chilly & Fly a B műsorban. YouTube |

### Gála műsor
- Emily & Menno van Dyke a Gála műsorban. YouTube

### Magyar Cirkuszfesztivál
- Jecsmen Oksana a Magyar fesztiválon. YouTube
- Veres Henrik a Magyar fesztiválon. YouTube
- Fesztivál Plusssz. YouTube